# Boussod et Valadon
Boussod et Valadon, fins al 1884 coneguda com a Goupil & Cie va ser una galeria d'art i impremta tecnològica del segle xix de França, amb seu a París.
A poc a poc, va establir connexions mercantils arreu del món, mercadejant amb reproduccions d'art, escultures, pintures i llibres artístics, amb una àmplia xarxa de filials en Londres, Brussel·les, Berlín i Viena, així com a Nova York i Austràlia. Destaca en la invenció de la Typogravure, impressió química que tornava les fotos en blanc i negre al color i relleu (Album militaire). Al voltant d'aquesta empresa van rondar grans figures artístiques com a socis accionistes com Adolphe Goupil (1806–1893), Jean-Léon Gérôme o la família de Vincent Van Gogh.